# Ediacarano

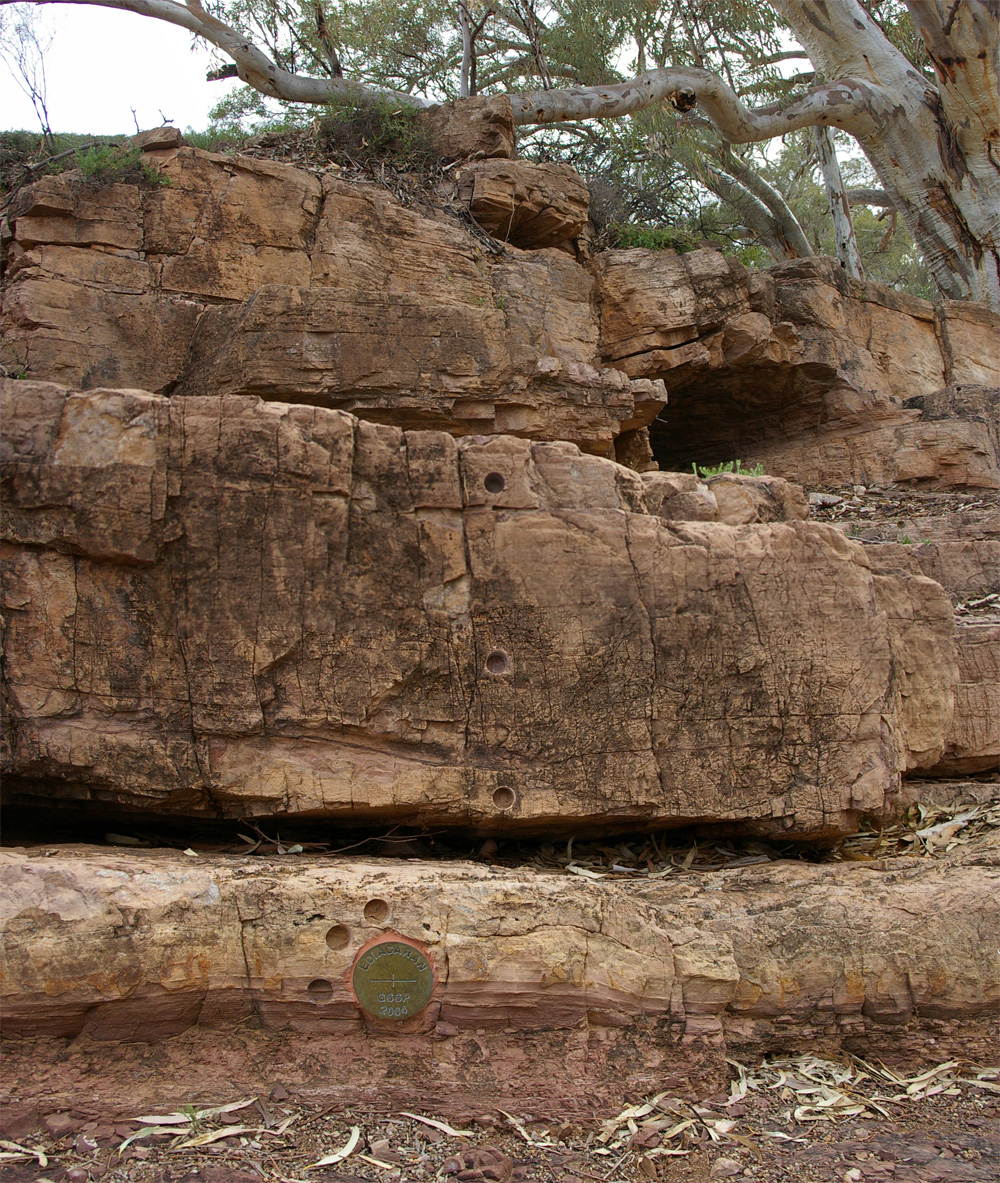
Il disco di bronzo nella parte bassa dell'immagine rappresenta il chiodo d'oro (golden spike) o sezione tipo del Global boundary Stratigraphic Section and Point (GSSP) per la base del periodo Ediacarano, posizionato nei monti Flinders, in Australia meridionale. (Cliccando sull'immagine, l'ingrandimento permette di leggere il testo sul disco)

Il periodo Ediacarano è il terzo e ultimo periodo geologico dell'era Neoproterozoica, subito precedente il periodo Cambriano del Paleozoico. Si estende approssimativamente fra i 635 e i 538,8 milioni di anni fa. Queste date sono state fissate in base a criteri di stratigrafia.

## Nomenclatura
Dopo un lungo periodo di controversie tra gli studiosi sull'uso di questo termine, il periodo Ediacarano è stato ratificato nel marzo 2004 dalla International Union of Geological Sciences (IUGS) con l'annuncio ufficiale il 13 maggio 2004. Si tratta del primo nuovo periodo introdotto dopo 120 anni.
Il suo nome deriva dalle colline di Ediacara (derivato da una parola della lingua aborigena australiana che indica un posto vicino all'acqua), facenti parte della catena dei Monti Flinders, nell'Australia meridionale.

## Caratteristiche
La base di questo periodo, contrariamente all'uso corrente, non è ben definita da un particolare cambiamento nelle faune fossili. Insoliti fossili a corpo molle apparvero effettivamente nel periodo Ediacarano, ma non alla sua base, bensì relativamente tardi (580-542 milioni di anni fa). 
Invece, l'inizio è definito dalla comparsa di un livello di carbonato di calcio strutturalmente e chimicamente caratteristico, che indica un brusco cambiamento climatico (a conclusione della glaciazione globale precedente); i livelli di 13C subiscono una marcata diminuzione, che indica la fine della precedente era glaciale globale del periodo Cryogeniano.
Una stima ragionevolmente accettabile del limite inferiore (inizio) dell'era Ediacarana è stabilita a 635 milioni di anni fa, sulla base del decadimento di campioni di U-Pb ritrovati in Namibia e in Cina.

## Contenuto fossilifero
Le colline dell'Australia Meridionale hanno fornito peculiari fossili Precambriani, raccolti dal geologo Reg Sprigg nel 1946, e studiati da Martin Glaessner a partire dal 1950. Glaessner inizialmente ritenne che queste creature fossero le versioni primitive di animali come i coralli, le pennatulacee ed alcune specie di vermi simili a quelli meglio conosciuti per i periodi seguenti (Cambriano). Nei decenni successivi, altri fossili furono trovati nell'Australia meridionale ed in numerosi affioramenti in tutti i continenti. Questi fossili oggi sono universalmente riconosciuti come biota Ediacarano. Giacimenti fossiliferi molto importanti furono trovati nell'area del Mar Bianco in Russia, nell'Africa del sud ovest, nel Canada nordorientale, e nella Terranova orientale (Riserva ecologica di Mistaken Point).
Con il tempo, il biota Ediacarano, peraltro, divenne meno enigmatico. Alcuni fossili denominati Kimberella potrebbero essere dei precursori di forme Cambriane. Più di 560 milioni di anni fa, tracce di fossili simili agli attuali vermi indicano la presenza di animali simili a quelli che conosciamo oggi. In altri casi, molte delle più note creature dell'Ediacarano si presentavano sotto forma di strane creature immobili, dischi, fronde e una sorta di materassi ad aria con strutture che non hanno alcun rapporto con le forme successive. La controversia sulla natura di queste forme di vita tipiche dell'Ediacarano è così grande che qualcuno è arrivato a classificarle in 6 differenti regni biologici.
Il biota Ediacarano è talvolta denominato biota Vendiano, ma questa espressione tende a non essere più usata. Oggi si tende ad usare il nome "Ediacarano" per descrivere l'intero biota, che include diversi organismi come alghe, spugne e tutte le altre forme di vita tipiche del tardo Precambriano.
Il termine Vendobionta, anch'esso usato nel passato, non è una descrizione della fauna di Ediacara, bensì il nome di un regno separato dentro il quale molti fossili furono inseriti dal paleontologo tedesco Adolf Seilacher. Questo "regno" è tuttora oggetto di un'aspra controversia, e non ha ottenuto un'adesione da parte della maggioranza degli studiosi.

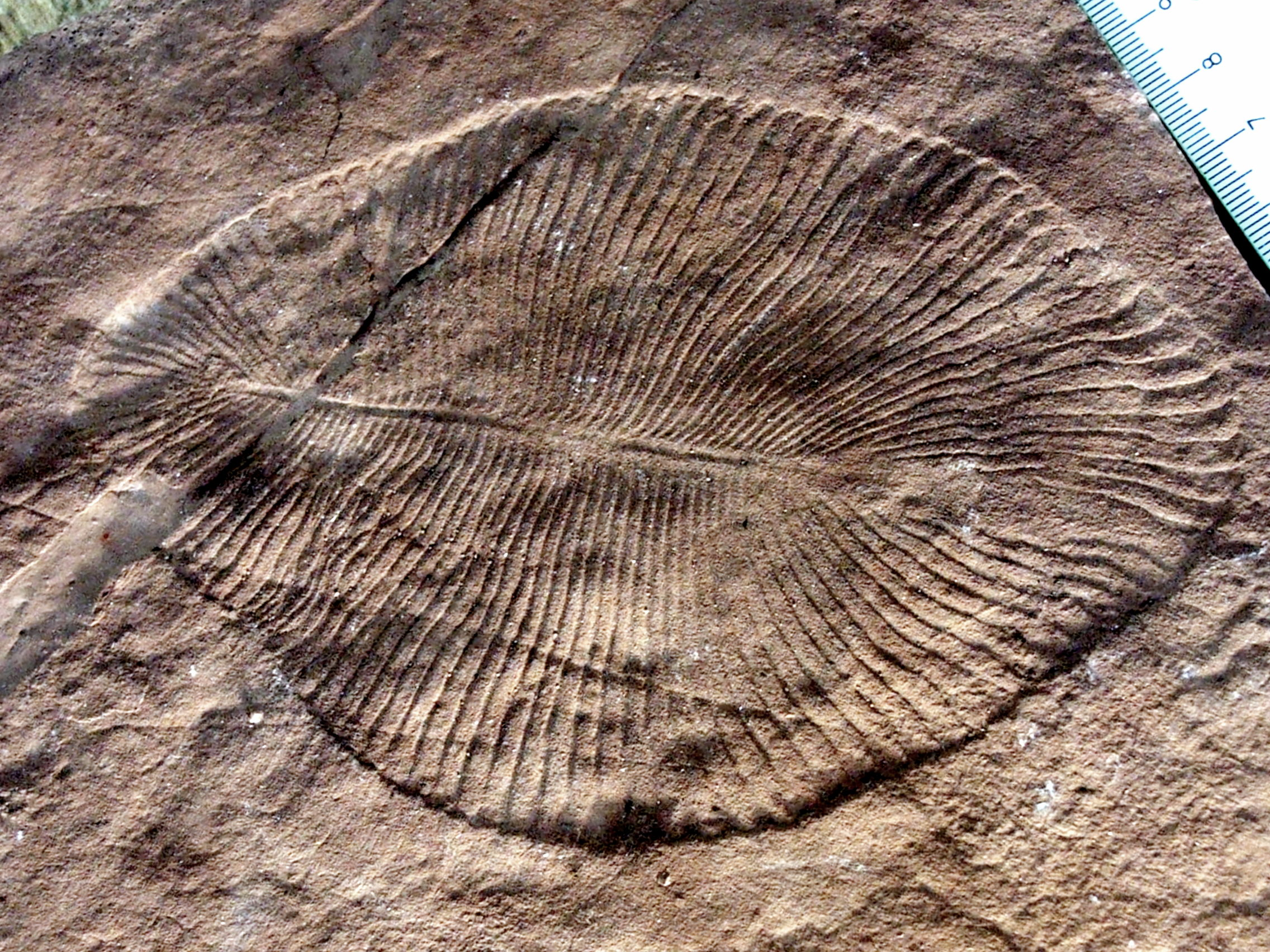
Dickinsonia
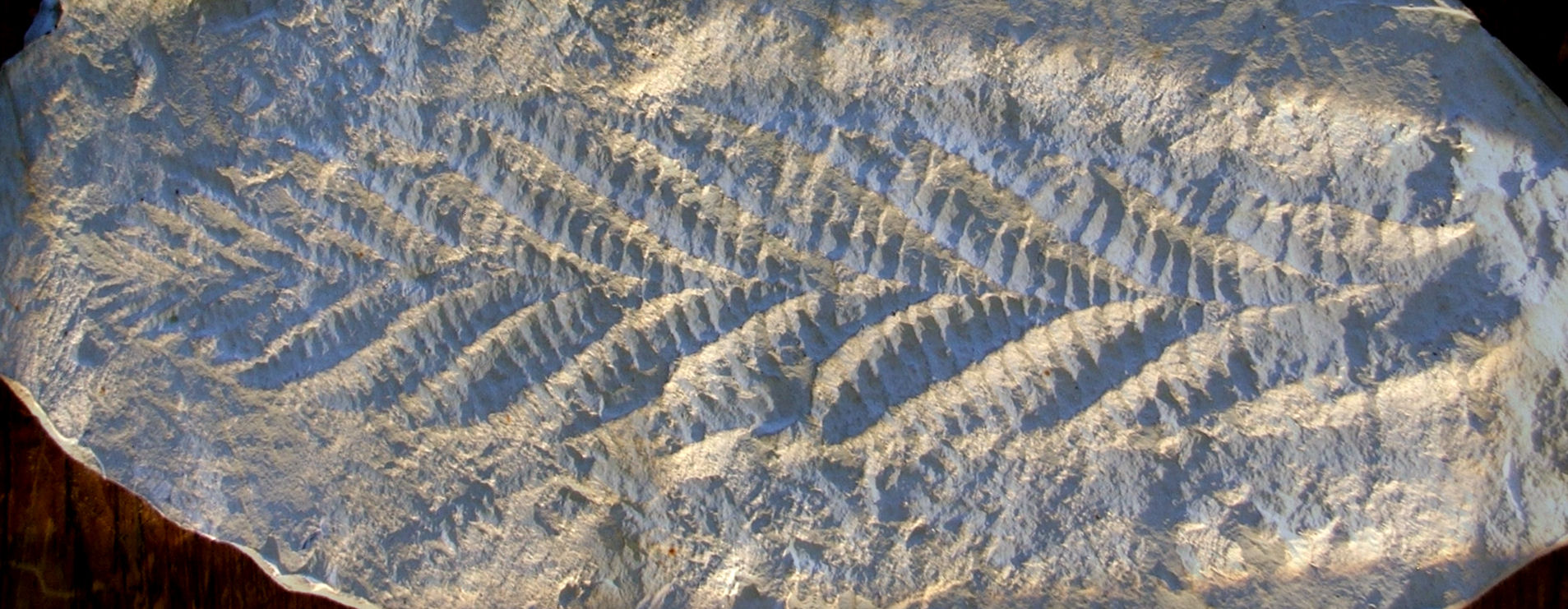
Charnia
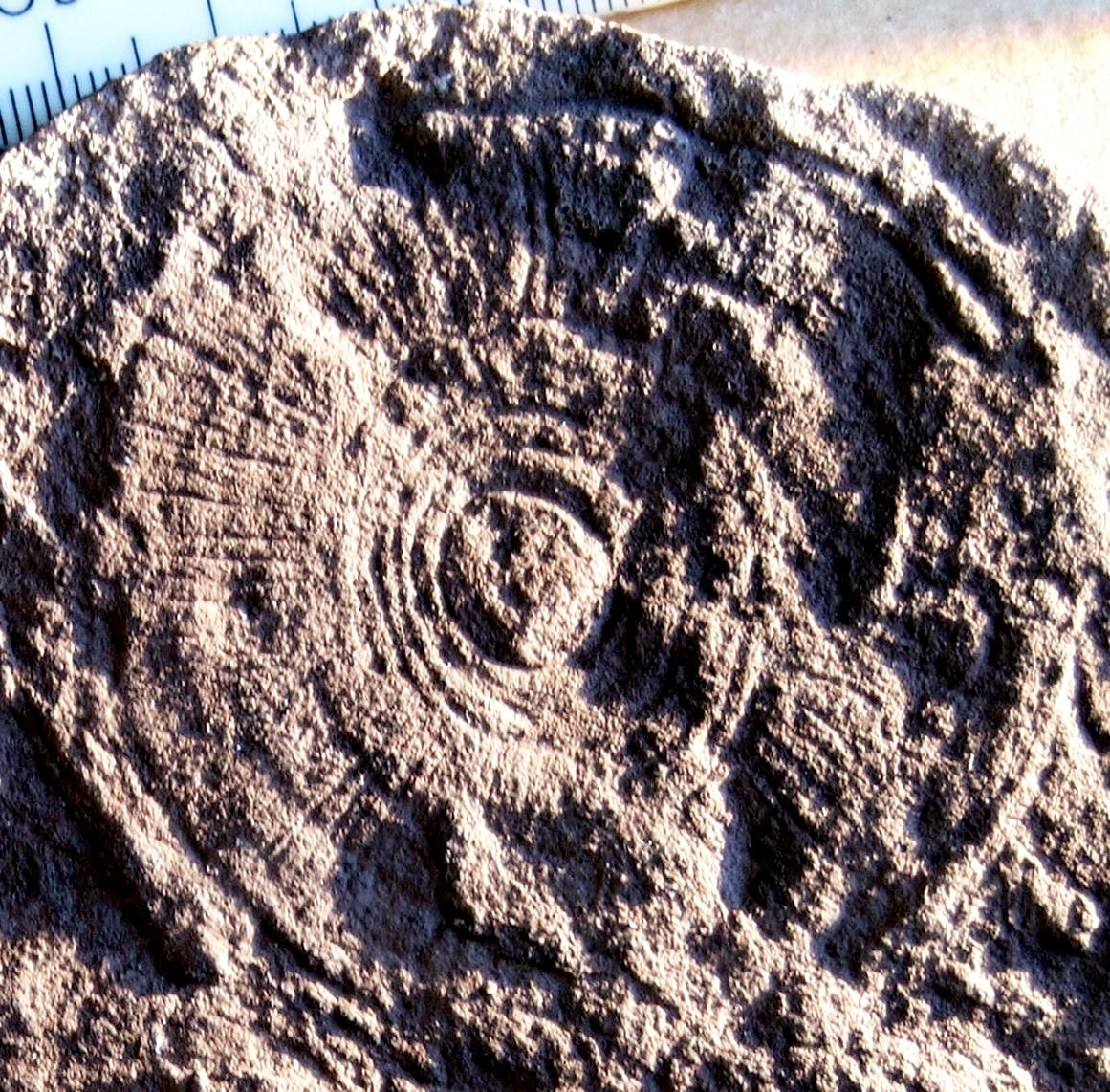
Cyclomedusa
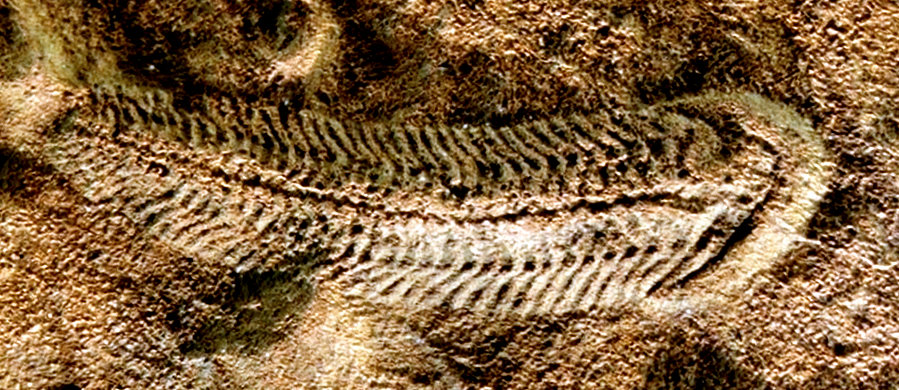
Spriggina

### Fossili antecedenti l'Ediacarano
I fossili di Ediacara sono tra i metazoi più antichi conosciuti. Si deve però ricordare che esistono anche fossili molto più antichi, ma di organismi unicellulari. Fossili sicuramente identificati come batteri sono stati trovati in rocce risalenti a 3 460 milioni di anni fa (Eone Archeano, era Paleoarcheana), mentre tracce di probabile materiale batterico sono state ritrovate e datate a più di 3 600 milioni di anni fa (tardo Eoarcheano). Grafite risalente a 3 800 milioni di anni fa (tardo Adeano) è stata ritrovata in metasedimenti della Groenlandia occidentale e potrebbe avere origine organica. Molti presunti antichissimi fossili, come l'Eozoon furono successivamente riconosciuti come prodotti inorganici e classificati come pseudofossili.
Il più antico candidato per le prime forme di vita pluricellulare è stato ritrovato nel Texas occidentale e datato a 2 000 milioni di anni fa (periodo Orosiriano dell'era Paleoproterozoica). Tracce di organismi multicellulari microscopici risalenti a 1 000 milioni di anni fa (inizio del Toniano-Neoproterozoico e fine dello Steniano-Mesoproterozoico) sono state trovate in India e Australia, e di 700 milioni di anni fa (Cryogeniano) sono le prime tracce lasciate da organismi vermiformi in Cina.
Esiste tuttora una grande controversia riguardo a questi presunti organismi multicellulari: essi possono essere tracce di "aggregati di cellule", ovvero colonie o confederazioni di organismi unicellulari che si muovevano simultaneamente, o ancora anomalie geologiche di natura inorganica.
Il biota ediacarano è accettato come la prima sicura documentazione di vita animale da molti paleontologi.

## Sviluppi recenti
In questo periodo geologico si assiste allo sviluppo della simmetria bilaterale come tappa fondamentale dell'evoluzione dei primi animali.
Tale simmetria apparve, secondo analisi genetiche, approssimativamente tra i 573 e i 656 milioni di anni fa, ma la data precisa è ancora oggetto di dibattito. Fino a poco tempo fa, infatti, i fossili bilateri più antichi risalivano a soli 555 milioni di anni fa.
Alcuni paleontologi, recentemente, hanno scoperto fossili che dimostrano l'esattezza della datazione più antica: microscopici organismi individuati in un giacimento cinese risalente a 580-600 milioni di anni fa.
Questi fossili confermano non solo l'ipotesi di un'origine più antica degli animali complessi, ma dimostrano che la complessità interna comparve prima dell'aumento delle dimensioni corporee.
Nell'ottobre del 2008 gli scienziati hanno scoperto nel Nevada un'impronta di animale con zampe risalente a 570 milioni di anni fa, fatto che contrasta fortemente con le teorie secondo cui in questo periodo vi erano solo organismi viventi più semplici.